# 沙尔希道
沙尔希道，是匈牙利佐洛州所辖的一个村，总面积5.09平方公里，总人口806，人口密度158.3人/平方公里（2010年1月1日）。